# Londres XI
El London XI va ser una selecció de jugadors d'equips londinencs (Arsenal, Chelsea, Fulham, Tottenham Hotspur, Brentford, Leyton Orient i West Ham United) que va participar representant la ciutat de Londres a la Copa de Fires, precursora de la Uefa League assolint la primera final d'aquesta competició on va ser derrotada pel FC Barcelona.
La competició es creà el 18 d'abril de 1955, i s'allargà durant tres anys, fins al 1958. Els participants eren els majors clubs de les ciutats que eren seu d'una Fira de Mostres. La ciutat de Londres tenia diversos equips potents per participar però només un en podia ser inscrit. Aleshores es decidí enviar una selecció amb els millors jugadors dels clubs de la ciutat. L'equip de seleccionats va anar variant de partit a partit.
La selecció, que fou dirigida pel president del Chelsea FC Joe Mears, assolí la final, després de vèncer les seleccions de Basilea i Frankfurt, i el club del Lausanne Sports. Londres va perdre per 8-2 en el temps afegit a doble partit enfront del FC Barcelona.
A partir de la següent edició de la competició, la ciutat de Londres ja fou representada per clubs i no pas per cap selecció.

## Partits

### Fase de grups
Basilea XI 0-5 Londres XI – 4 de juny, 1955
Equip: Ron Reynolds (Tot), Peter Sillett (Che), Jim Fotheringham (Ars), Stan Willemse (Che), Ken Armstrong (Che), Derek Saunders (Che), Harry Hooper (Wes), Johnny Haynes (Ful), Cliff Holton (Ars), Eddie Firmani (Cha), Billy Kiernan (Cha).

Substitut: Brian Nicholas (QPR), per Saunders 37'.

Gols: Firmani 33', Holton 37', 43', 74', Hooper 81'.
Londres XI 3-2 Frankfurt XI – 26 d'octubre, 1955 a Wembley
Equip: Ted Ditchburn (Tot), Peter Sillett (Che), Stan Willemse (Che), Danny Blanchflower (Tot), Charlie Hurley (Mil), Cyril Hammond (Cha), Vic Groves (Ley), Bobby Robson (Ful), Bedford Jezzard (Ful), Roy Bentley (Che), Charlie Mitten (Ful).

Gols: Jezzard 46', 76', Robson 60'.
Londres XI 1-0 Basilea XI – 4 de maig, 1956 a White Hart Lane
Equip: Jack Kelsey (Ars), Peter Sillett (Che), John Hewie (Cha), Danny Blanchflower (Tot), Stan Wicks (Che), Ken Coote (Bre), Jim Lewis (Che), Derek Tapscott (Ars), Cliff Holton (Ars), Bob Cameron (QPR), George Robb (Tot).

Gols: Robb 87'.
Frankfurt XI 1-0 Londres XI – 27 de març, 1957
Equip: Ron Reynolds (Tot), John Bond (Wes), Peter Sillett (Che), Ken Armstrong (Che), Malcolm Allison (Wes), Tony Marchi (Tot), Terry Medwin (Tot), Stuart Leary (Cha), David Herd (Ars), Johnny Haynes (Ful), Billy Kiernan (Cha).

### Semifinals
Lausanne Sports 2-1 Londres XI – 16 de setembre, 1957
Equip: Ted Ditchburn (Tot), Stan Charlton (Ars), Dennis Evans (Ars), Brian Nicholas (Che), Jim Fotheringham (Ars), Phil McKnight (Ley), Peter Berry (Cry), Geoff Truett (Cry), Les Stubbs (Che), Phil Woosnam (Ley), Joe Haverty (Ars).

Gols: Haverty 70'.
Londres XI 2-0 Lausanne Sports – 23 d'octubre, 1957 a Highbury
Equip: Jack Kelsey (Ars), Stan Charlton (Ars), Peter Sillett (Che), Ken Coote (Bre), Bill Dodgin (Ars), Derek Saunders (Che), Roy Dwight (Ful), Jimmy Greaves (Che), Cliff Holton (Ars), Johnny Haynes (Ful), Billy Kiernan (Cha).

Gols: Greaves 10', Holton 76'.
Londres guanyà 3-2 en l'agregat

### Final
Londres XI 2-2 FC Barcelona – 3 de març, 1958 a Stamford Bridge
Equip: Jack Kelsey (Ars), Peter Sillett (Che), Jim Langley (Ful), Danny Blanchflower (Tot), Maurice Norman (Tot), Ken Coote (Bre), Vic Groves (Ars), Jimmy Greaves (Che), Bobby Smith (Tot), Johnny Haynes (Ful), George Robb (Tot).

Gols: Greaves 10', Langley (pen) 88'.
FC Barcelona 6-0 Londres XI – 1 de maig, 1958
Equip: Jack Kelsey (Ars), George Wright (Ley), Noel Cantwell (Wes), Danny Blanchflower (Tot), Ken Brown (Wes), Dave Bowen (Ars), Terry Medwin (Tot), Vic Groves (Ars), Bobby Smith (Tot), Jimmy Bloomfield (Ars), Jim Lewis (Che)
FC Barcelona guanyà 8-2 en l'agregat
Clau d'abreviatures
Ars – Arsenal FC; Bre – Brentford; Cha – Charlton Athletic FC; Che – Chelsea FC; Cry – Crystal Palace FC; Ful – Fulham FC; Ley – Leyton Orient; Mil – Millwall; QPR – Queens Park Rangers FC; Tot – Tottenham Hotspur FC; Wes – West Ham United FC